# Lac de Madine et étangs de Pannes
Lac de Madine et étangs de Pannes este o arie protejată (sit de importanță comunitară — SCI) din Franța întinsă pe o suprafață de 1.468 ha, integral pe uscat.

## Localizare
Centrul sitului Lac de Madine et étangs de Pannes este situat la coordonatele 48°55′10″N 5°44′08″E / 48.91944°N 5.73556°E.

## Înființare
Situl Lac de Madine et étangs de Pannes a fost declarat arie specială de conservare în baza directivei 92/43 din 1992 referitoare la conservarea habitatelor naturale și a faunei și florei sălbatice pentru a proteja 9 specii de animale.

## Biodiversitate
Situată în ecoregiunea continentală, aria protejată conține 5 habitate naturale: Lacuri eutrofice naturale cu vegetație de tip Magnopotamion sau Hydrocharition, Păduri de stejar sau de stejar și carpen sub-atlantice și medio-europene de Carpinion betuli, Păduri de fag Asperulo-Fagetum, Fânețe de joasă altitudine (Alopecurus pratensis, Sanguisorba officinalis), Ape puternic oligomezotrofe cu vegetație bentonică cu Chara spp..
La baza desemnării sitului se află mai multe specii protejate:
- amfibieni (2): izvoraș-cu-burta-galbenă (Bombina variegata), triton cu creastă (Triturus cristatus)
- mamifere (1): liliacul mic cu potcoavă (Rhinolophus hipposideros)
- nevertebrate (3): Austropotamobius pallipes, fluturele auriu (Euphydryas aurinia), fluturele purpuriu (Lycaena dispar)
- pești (3): zglăvoacă (Cottus gobio), Cottus rhenanus, boarță (Rhodeus amarus)

Pe lângă speciile protejate, pe teritoriul sitului au mai fost identificate 9 specii de plante, 10 specii de amfibieni, 9 specii de mamifere, 16 specii de nevertebrate, 5 specii de reptile.